# Woollim Entertainment
Woollim Entertainment (tiếng Hàn: 울림 엔터테인먼트; Romaja: Ullim Enteoteinmeonteu) là một công ty giải trí của Hàn Quốc được thành lập vào năm 2003 bởi Lee Jung-yeop.
Công ty quản lý các nghệ sĩ như Infinite, Lovelyz, Golden Child, Rocket Punch, Drippin và Kwon Eun-bi. Nó đã từng quản lý các nghệ sĩ như Epik High, Nell và nam diễn viên Kim Min-seok.

## Nghệ sĩ

### Nhóm nhạc
- Infinite
- Lovelyz
- Golden Child
- Rocket Punch
- Drippin

### Nhóm nhỏ
- Toheart

### Solo
- Nam Woo-hyun
- Kei
- Kwon Eun-bi

## Cựu nghệ sĩ
- Epik High
- Kim Dong-ryul
- Lee Jin-young
- Kang Kyun-sung
- Kwak Jung-wook[3]
- Tasty (2012–2015)
- Nell[4]
- Infinite[5]
  - Hoya (2010–2017)
  - L (2010–2019)
  - Sungkyu (2010–2021)
  - Dongwoo (2010–2021)
  - Sungyeol (2010–2021)
- Lovelyz
  - Jiae
  - Jisoo
  - Mijoo
  - JIN
  - Soojung
  - Yein
- Kim Min-seok[6]
- Oh Hyun-min
- Joo